# Grihya-Sutra
Les Grihya Sutras (IAST Gṛhya-sūtra) sont des textes du védisme. Ils sont annexes à ceux-ci et ainsi de moindre importance. Pour autant ils étaient utilisés en tant que traités sur les rituels domestiques. Ils recèlent aussi des rites de passages tels que les enterrements et les mariages, aujourd'hui appelés les samskaras. Les Grihya-Sutras ont été écrits entre 400 ans av. J.-C. et 400 ans après.

### Traductions
- The Grihya-sutras. Rules of Vedic Domestic ceremonies (vers 500 av. J.-C. ?), trad. Hermann Oldenberg, Oxford, Clarendon Press, coll. "Sacred Books of the East", 1886, rééd. Palala Press 2016, 2 t., 492, 430 p. Contient Sânkhâyana-Grihya-sûtra, Âsvalâyana-grihya-sûtra, etc.
- Vaikhānasa-smārta-sūtra: the domestic rules and sacred laws of the Vaikhānasa, school belonging to the Black Yajurveda, trad. W. Caland, Calcutta, Asiatic Society of Bengal, 1929, V-XXI-237 p.

### Études
- V. M. Apte, Social and Religious Life in the Grihya Sutras, The Popular Books Depot, 1954.
- Sindhu S. Dange, Hindu domestic rituals, Ajanta Publications, 1985.